# Urizen
Dans la mythologie de William Blake, Urizen est l’incarnation de la sagesse conventionnelle et de la loi. Il est habituellement représenté sous la forme d’un vieil homme barbu, portant parfois des outils d’architecte pour créer et contenir l’Univers. On le retrouve aussi parfois avec des filets dans lesquels il piège les hommes dans les toiles de la loi et de la sagesse populaire. Dans de nombreux livres de Blake, il est dessiné avec quatre livres représentant les lois qu’il impose à l’humanité.
Aux débuts du mythe de Blake, Urizen symbolisait la moitié d’un système dual, dans lequel il représentait la raison et Los, son opposé, l’imagination. Par la suite, lors du retravail de la mythologie, Urizen devint l’un des quatre Zoas résultant de la division de l’homme primordial, Albion ; son rôle symbolique reste toutefois inchangé. Son Émanation, ou équivalent féminin, est Ahania, symbole du plaisir. Il possède de nombreuses filles, dont trois représentent les aspects du corps, ainsi que de nombreux fils, dont quatre représentent les quatre éléments. Bien que ses fils s’opposent à lui au cours d’une rébellion, le Jugement Dernier finit par les unir.

## Étymologie
Comme la plupart des noms propres issus de la mythologie de Blake, le nom d’Urizen n’a pas été choisi au hasard : la richesse des étymologies possibles en fait d’ailleurs l’exemple type de l’inventivité du poète. Il est d’ailleurs impossible d’en choisir une en particulier tant il paraît probable que Blake a volontairement joué sur l’homophonie de plusieurs d’entre elles :
- Your reason ;
- Horizon (limite de notre perception physique) ;
- Your eyes in (auto-contemplation) ;
- Ur-reason (« raison primitive ») ;
- You risen (idée d’ascension) ;
- Err-reason (errance humaine de la raison).
- ιορίζω ([io'rizo]), «limiter» en grec ancien

## Histoire interne

### Urizen et les autres Éternels

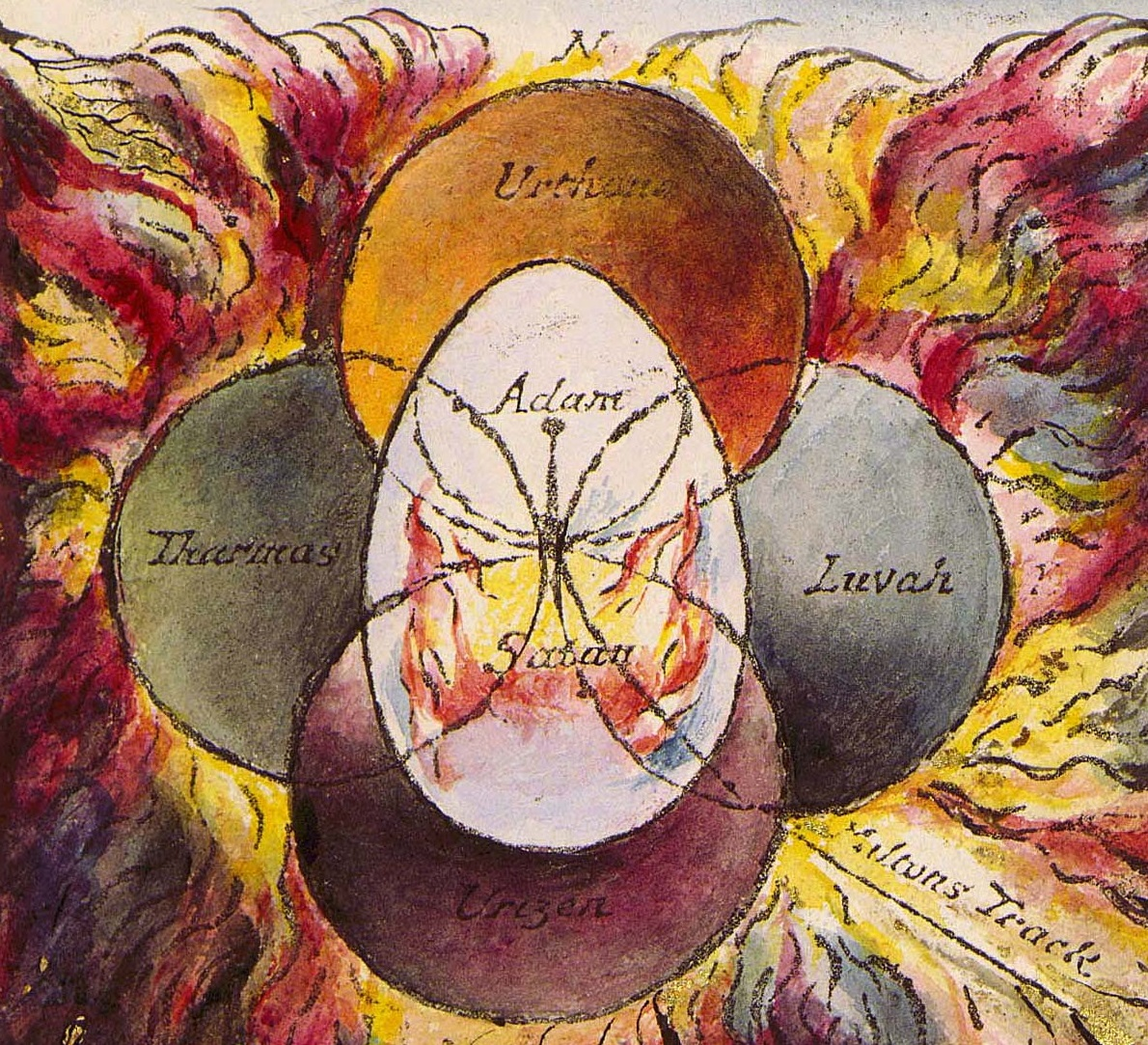
La quadriple partition de Dieu : les Zoas

Dans le mythe originel de Blake, Urizen, l'incarnation de l'abstraction et, en retour, une abstraction du genre humain lui-même, est l'entité primordiale. Il se considère lui-même comme sacré, et entreprend de coucher sur papier, dans un Livre de Cuivre, les différents péchés ; et ce livre constitue dès lors un recueil de différentes lois telles qu'elles furent données à Moïse, et telles que Newton les découvrit. Elle constitue ainsi les fondements d'une religion naturelle, le déisme, qui impose l'uniformité au genre humain. Les autres Éternels s'indignent bientôt de ce qu'ils perçoivent comme une menace à leur possession exclusive de l'éternité. Ils instillent dans l’œuvre d'Urizen cette forme du péché - péché de la connaissance qui n'est pas sans évoquer le péché originel, ce qui tourmente sans fin Urizen. Ensuite apparaît Los, dont le devoir est de surveiller avec la plus grande vigilance le travail d'Urizen : il en constitue le double dialectique, en opposition permanente. 
Dans le cycle d'Orc, Urizen devient une figure satanique, similaire au Satan de Milton. Après qu'Urizen a vaincu la figure du serpent/Orc dans l'histoire du jardin d'Éden, ressurgit l'avatar de l'Orc en la figure de Fuzon, le fils d'Urizen, qui entre en guerre contre lui. Ce récit est fondé sur celui de l'Exode biblique. Urizen porte des nuages qui entravent la progression du peuple hébreu dans son voyage vers la terre promise : Fuzon l'affronte en tant qu'il incarne le feu qui les guide à travers la nuit. Fuzon est finalement vaincu, et Urizen impose aux Hébreux ses Dix Commandements – ce qui conduit aussi bien à l'annihilation de la culture israélite : les Hébreux se retrouvent sous le joug d'Urizen de la même manière qu'ils ont subi la domination des Égyptiens. Symboliquement, Urizen et l'Orc forment les deux parties d'un même tout, dans lequel Urizen représente l'essence ancestrale et destructrice, alors que l'Orc incarne l'essence jeune et créatrice.
Dans les mythes plus tardifs de Blake, Urizen est l'un des quatre Zoas – la quadruple division de Dieu. Les trois autres Zoas représentent les trois entités de la sainte Trinité, et Urizen la figure satanique et déchue, alors qu'il est aussi le créateur. Au sein des Zoas, il est associé au Sud et au concept de raison. Il est décrit comme ce qui lie et contrôle l'univers au travers des lois qu'il crée. Son Émanation est Ahania, la figure du plaisir. Et il est opposé au Zoas nommé Urthona, dont l'attribut est l'Imagination.

### La chute et la vie terrestre

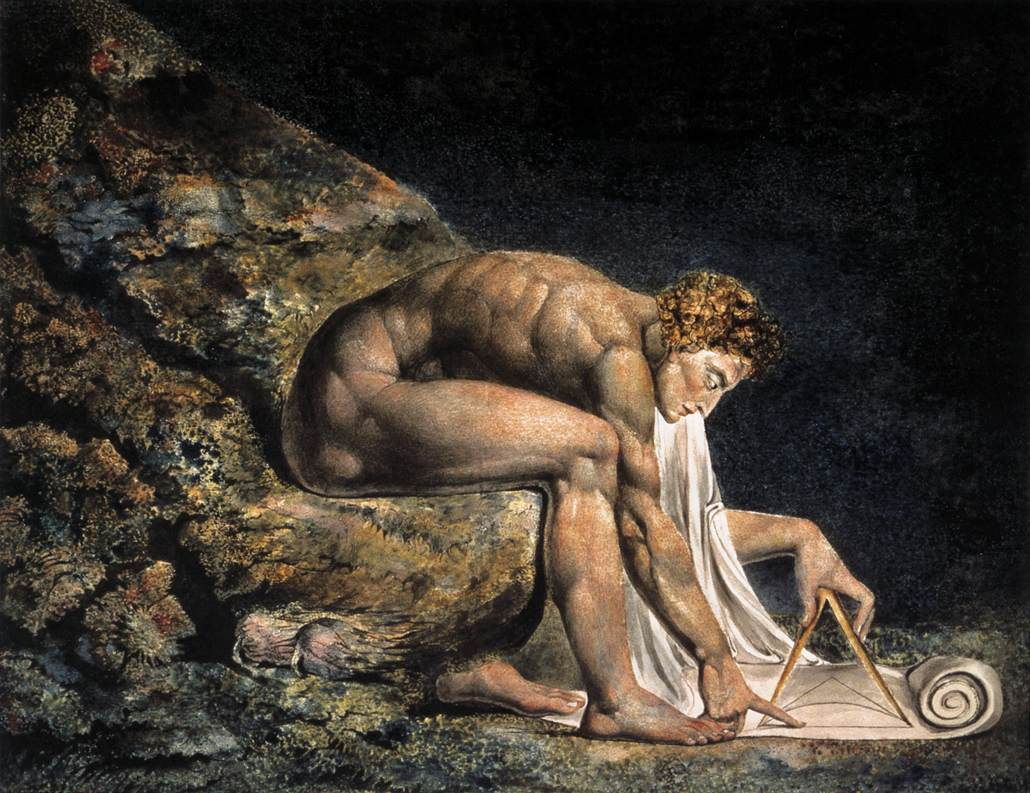
Newton, monotype (1795–1805),
Tate Britain.
Newton découvrant les lois fixées par Urizen ; on y retrouve le compas, un des attributs d'Urizen.

Urizen naît dans la réécriture par Blake de la Genèse : il est l'entité créée quand fut déclaré « que la lumière soit » : il est alors le quatrième fils de Albion, la figure primitive, après sa division en les quatre Zoas. Bien qu'au départ dépeint comme l'hôte divin pour lequel rien n'est étranger, son expérience de la déchéance satanique, due à son désir immodéré de puissance, le transforme. Motivé par la fierté, il devient l’hypocrite par excellence. Quand Albion exige quelque chose de lui, Urizen refuse et se cache. Après sa chute, Urizen entreprend la création du monde matériel, mais sa jalousie provoque la naissance de la Colère, colère divine du créateur sur sa créature qui s'émancipe de la raison calculante et éternelle à travers le libre arbitre ; et la naissance de la Justice, et avec elle, naissance du droit régulateur. 
Dans le monde matériel, son Char du Jour et ses coursiers lui furent dérobés par Luvah, parce que la raison chercha trop à s'avancer sur les terres du Nord — le domaine de l'imagination de Luvah. L'épisode est évidemment métaphorique : après l'échec de la conquête de l'imagination par la raison - lutte au cœur d'un monde classique qui s'achève avec l'avènement du romantisme -, le vol du Char, le symbole de l'instruction, montre comment l'émotion est capable de dominer la raison. Urizen cherchera à regagner son Char une fois Luvah déchu, devenu l'Orc. En vain. Il les retrouvera au cours du Jugement Dernier.
En fait, dans les premiers textes de Blake, Urizen représente simplement les chaînes de la raison qui limitent son action comme elles limitent la conscience des hommes. Ainsi, la révolution newtonienne et après elles, les Lumières, ont contribué à enfermer l'imagination par leur vision raisonnée de l'univers. Ces premiers textes font l'éloge d'un univers en perpétuelle évolution ; ce qui est à mettre en relation avec l'effondrement en Europe de régimes autoritaires, tyranniques, et plus généralement, d'ordres établis.

## Descendance, parenté

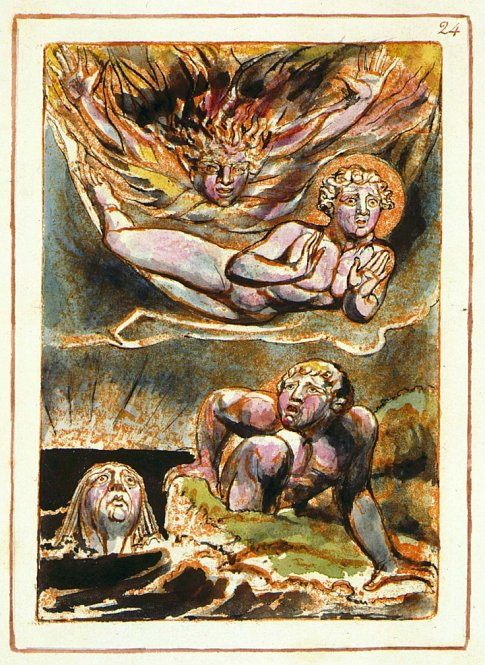
La naissance des fils d'Urizen (gravure de William Blake)

Les filles d'Urizen furent d'abord des enfants de la lumière, ce qui fait d'elles des incarnations potentielles des planètes ou bien des étoiles. Après la chute d'Urizen, elles prirent forme humaine. Trois de ces filles sont Eleth, Uveth et Ona, qui représentent les trois parties du corps humain (la tête, le buste et les jambes). Ensemble, elles organisèrent les eaux de Génération, créèrent le Pain du Chagrin, et lurent le Livre d'Acier. Lors du Jugement Dernier, elles surveillèrent les actions d'Ahania, l'Émanation d'Urizen. Ses fils sont présentés de différentes façons : soit au nombre de quatre, Thiriel, Utha, Grodna et Fuzon, alignés sur la tradition des quatre éléments ; soit au nombre de douze, en rapport avec les douze signes du Zodiaque. Ils sont les constructeurs de la Coquille de Mundane – le ciel étoilé et organisé, symbole de la raison ; le « voile de Vala » qui isole l'homme des problèmes de l'infini – et en ce sens, ils cherchent à prévenir la chute de l'humanité. Dans les premiers mythes de Blake, ils demeurent dans différentes cités, et n'obéissent pas aux lois édictées par Urizen. Fuzon se rebelle d'ailleurs directement contre Urizen, et parvient à trancher les reins de son père. Il est crucifié pour ses actions. Dans les versions plus tardives, les enfants apparaissent bien plus sages, et demeurent avec Urizen. Ils chutent avec leur père lorsque Luvah renverse le royaume d'Urizen. Après leur chute, ils sont torturés en Enfer, et la création des sciences par Urizen leur semble un moyen de domination initié contre eux. C'est pourquoi, bien qu'ils aient été confiés aux armées de Luvah, l'incarnation de l'Imagination, ils se révoltent contre les lois de leur père. Lors du Jugement Dernier, les fils d'Urizen jettent leurs armes et célèbrent le retour de leur père à la charrue, symbole d'une humilité retrouvée : ils se joignent à lui pour la moisson.

## Attributs

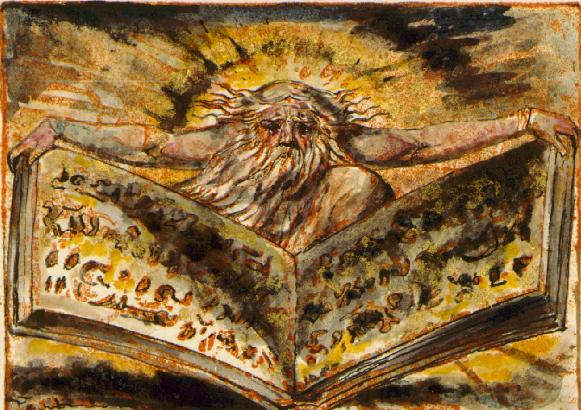
Un des livres d'Urizen (gravure de William Blake)

Urizen possède de nombreux livres : d'Or, d'Argent, d'Acier et de Cuivre. Ils représentent la science, l'amour, la guerre et le questionnement social, qui sont les quatre aspects de la vie. Les livres renferment des listes de lois et principes qui visent à surmonter les sept Péchés capitaux. Urizen fait constamment des ajouts à ses ouvrages, même lors de sa guerre contre l'Orc. Mais les livres sont détruits durant le Jugement Dernier, image d'un retour de la loi de Dieu au-dessus de toute loi. Le Livre de Cuivre, particulièrement original, met en place les croyances sociales d'Urizen, qui cherche à supprimer toute peine et à instiller la paix par la force d'une loi univoque. Cette prétention d'Urizen à contraindre l'amour au travers de la loi encourage les autres Éternels à favoriser les sept péchés capitaux qu'Urizen cherchait pourtant à résorber. Le Livre d'Acier, qui fut perdu dans l'Arbre des Mystères, montre comment Urizen peut créer la guerre, mais est incapable de la contrôler.
Le compas est un autre attribut important d'Urizen : il symbolise sa prétention à régenter, à organiser le monde.

## Histoire externe et apparitions
Le personnage d'Urizen est mentionné pour la première fois par Blake dans « A song of Liberty » (1793), où est décrite sa dispute avec l'Orc. Blake le nomme le « roi étoilé ». Dans Nobodaddy, on lui donne le titre de « père de la Jalousie » et il apparaît comme un asservisseur. Dans America a Prophecy, il est le mauvais Dieu qui règne durant le siècle des Lumières. Cette œuvre décrit aussi comment Urizen créa le monde. Il s'ensuit le Songs of Experience (1794) où il devient le créateur du Tigre – le symbole du courroux – après sa chute. Parmi ses titres : « le Tigre », « l'Homme Abstrait », « une Image divine », et la « Réponse au Monde ». Il est mentionné ensuite dans Europe a Prophecy, où il est libéré de ses liens, et ouvre le Livre de Cuivre en réponse à la révolution américaine qui ébranle l'ordre établi. 
Dans le Livre d'Urizen est l'être éternel, centré sur lui-même et qui se crée lui-même à partir de l'éternité. Et seul Urizen, représentation de l'abstraction, et abstraction du genre humain, existe au commencement. Il crée finalement le reste de la création, mais est tourmenté par les autres essences Éternelles, informes. Urizen apparaît alors comme l'essence du prêtre éternel, et est opposé à Los, le prophète éternel. Mais certaines parties de cette histoires furent amendées plus tard, dans The Book of Los et The Book of Ahania : The Book of Ahania décrit la relation tumultueuse d'Urizen avec son fils Fuzon qui se dresse lui aussi contre son père. Et surtout, The Book of Los (1795) évoque la création par Urizen du point de vue, du rapport au monde propre à Los, comme un moyen de contrecarrer dans un mouvement très dialectique ses propres faiblesses. Le Song of Los (1795) montre Urizen transmettant ses lois à l'humanité, et leurs effets. L'ouvrage s'achève avec l'apparition de l'Orc, et les pleurs d'Urizen. 
Urizen apparaît aussi dans l'illustration par Blake du Livre de Job : il prend alors la figure d'Apollon. Lui et son royaume sont dépeints dans Milton a Poem de Blake ; son trône y est d'argent et d'amour. Son royaume est régenté par la justice et la science éternelle. Ses fils y résident. C'est aussi dans cette œuvre qu'apparaît le motif de la chute satanique d'Urizen. Il est présenté dans ce même poème comme une forme de raison, englobant le monde en son sein, et c'est lui que suit Milton. Urizen apparaît encore dans une illustration pour Il Penseroso nommée « Milton's Dream », où il interfère avec l'image du Dieu véritable. 
Dans Vala, or The Four Zoas, Urizen est dit être le quatrième fils d'Albion et de Vala. Il préside à l'accueil au Paradis et commande le Soleil matériel. Cet ouvrage décrit aussi la chute. Dans Jerusalem The Emanation of the Giant Albion, Urizen reprend cependant une forme similaire aux premières œuvres de Blake. Il organise l'univers alors que Los y induit l'erreur et la discorde. Urizen crée finalement la Religion Naturelle. Après le réveil d'Albion, et prendra encore une nouvelle forme : celle du fermier.

## Origines et inspirations

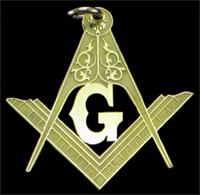
Emblèmes de la franc-maçonnerie : on y retrouve le compas, un des attributs d'Urizen.

Urizen possède des points communs évidents avec le Démiurge des sectes gnostiques, lui-même dérivé largement du Dieu de l'Ancien Testament (plus précisément, comme l'Urizen de Blake, le Démiurge est une transformation radicale de cette figure, obtenue en développant certaines caractéristiques originelles du Dieu de l'Ancien Testament, et en lui retirant d'autres. Si bien que le Démiurge comme Urizen constituent des figures tout à fait neuves. Les théories spéculatives de la Franc-maçonnerie sont une autre possibilité concernant les sources de l'imaginaire de Blake : en effet, on sait que Blake était attiré par les conceptions maçonniques et druidiques de William Stukeley. Le compas ainsi que d'autres instruments, que Blake associe à Urizen, rappelle clairement la symbolique maçonnique du Dieu « Grand Architecte de l'Univers ».